# Beauchalot
Beauchalot (Okzitanisch: Vauchalòt) ist eine französische Gemeinde mit 659 Einwohnern (Stand: 1. Januar 2022) im Département Haute-Garonne in der Region Okzitanien; sie gehört zum Arrondissement Saint-Gaudens und zum 2016 gegründeten Gemeindeverband Cagire Garonne Salat. Die Einwohner werden Beauchalotois genannt.

## Geografie
Beauchalot liegt etwa elf Kilometer östlich von Saint-Gaudens an der Garonne, die die Gemeinde im Süden begrenzt. Hier mündet auch ihr Zufluss Soumès. Umgeben wird Beauchalot von den Nachbargemeinden Castillon-de-Saint-Martory im Norden, Lestelle-de-Saint-Martory im Osten, Figarol im Südosten, Montespan im Süden, Labarthe-Inard im Westen sowie Saint-Médard im Nordwesten.
Am Nordrand der Gemeinde führt die Autoroute A64 entlang.

## Bevölkerungsentwicklung
| Jahr                      | 1962 | 1968 | 1975 | 1982 | 1990 | 1999 | 2006 | 2011 | 2017 | 2019 |
| Einwohner                 | 316  | 315  | 342  | 350  | 380  | 390  | 452  | 489  | 640  | 643  |
| Quelle: Cassini und INSEE |      |      |      |      |      |      |      |      |      |      |

## Sehenswürdigkeiten
- Kirche Notre-Dame-de-la-Nativité

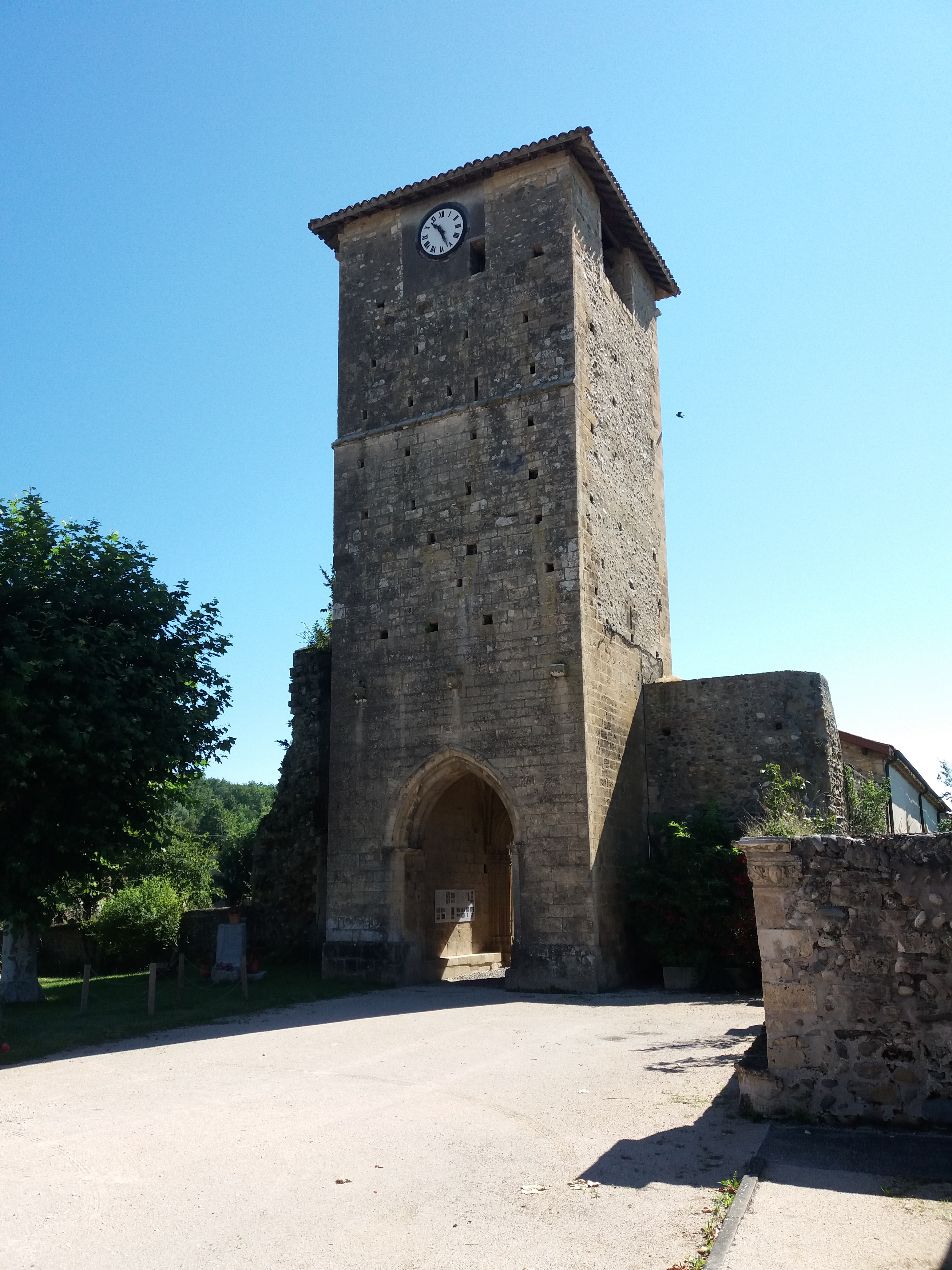
Kirche Notre-Dame-de-la-Nativité

Siehe auch: Liste der Monuments historiques in Beauchalot